# Kompleksi Partizani
Het Kompleksi Partizani is een sportaccommodatie in Tirana, de hoofdstad van Albanië. Het werd in 2022 geopend en wordt sindsdien gebruikt voor competitiewedstrijden en trainingen van voetbalclub Partizan Tirana, de eigenaar van het complex. Het wordt ook wel de Arena e Demave (Stieren Arena) genoemd, als verwijzing naar de bijnaam van de club,  De Rode Stieren.

## Geschiedenis
Sinds de oprichting van de club speelde Partizan Tirana haar meeste wedstrijden in het Qemal Stafastadion. Dit stadion werd in 2016 gesloopt waarna de club gebruik maakte van de Elbasan Arena in Elbasan. In 2019 werd in Tirana een nationaal stadion geopend, de Arena Kombëtare, waar Partizan, tot de opening van de Kompleksi Partizani in 2022, gebruik van maakte. 
Gedurende Europese wedstrijden wijkt Partizan Tirana nog altijd uit naar de Arena Kombëtare.

## Bouw en opening
In maart 2016 ging de Albanese regering akkoord om een militaire terrein in Tirana van 37.000 m² groot te verhuren aan voetbalclub Partizan Tirana. De bouw van een sportaccommodatie werd gefinancierd door clubpresident Gazmend Demi en de Albanese voetbalbond.
Het complex werd in het voorjaar van 2022 geopend. De eerste officiële wedstrijd, een wedstrijd in de Kategoria Superiore, werd gespeeld op 14 november 2022 tussen Partizan Tirana en KF Bylis Ballsh (2-1).